# NK Brežice 1919
Nogometni klub Brežice 1919 (tiếng Việt: Câu lạc bộ bóng đá Brežice 1919), thường hay gọi NK Brežice 1919 hoặc đơn giản Brežice, là một câu lạc bộ bóng đá Slovenia đến từ Brežice. Hiện tại câu lạc bộ đang thi đấu ở Giải bóng đá hạng nhì quốc gia Slovenia.
Trước đây câu lạc bộ được biết với tên gọi Svoboda Brežice.

## Danh hiệu
- Giải bóng đá hạng ba quốc gia Slovenia: 1

2015-16
- Giải bóng đá hạng tư quốc gia Slovenia: 3

1992-93, 2001-02, 2014-15
- Giải bóng đá hạng năm quốc gia Slovenia: 2

2007-08, 2009-10
- MNZ Celje Cup: 2

2015-16, 2018-19

## Lịch sử giải đấu kể từ năm 1991
| Mùa giải  | Giải vô địch                | Thứ hạng                    |
| --------- | --------------------------- | --------------------------- |
| 1991-92   | MNZ Celje (cấp độ 3)        | thứ 6                       |
| 1992-93   | MNZ Celje (cấp độ 4)        | thứ 1                       |
| 1993-94   | 3. SNL - Đông               | thứ 7                       |
| 1994-95   | 3. SNL - Đông               | thứ 13                      |
| 1995-96   | MNZ Celje (cấp độ 4)        | thứ 5                       |
| 1996-97   | MNZ Celje (cấp độ 4)        | thứ 5                       |
| 1997-98   | MNZ Celje (cấp độ 4)        | thứ 6                       |
| 1998-99   | MNZ Celje (cấp độ 4)        | thứ 3                       |
| 1999-2000 | MNZ Celje (cấp độ 4)        | thứ 5                       |
| 2000-01   | MNZ Celje (cấp độ 4)        | thứ 4                       |
| 2001-02   | MNZ Celje (cấp độ 4)        | thứ 1                       |
| 2002-03   | 3. SNL - Bắc                | thứ 11                      |
| 2003-07   | Không tham gia giải đấu nào | Không tham gia giải đấu nào |
| 2007-08   | MNZ Celje (cấp độ 5)        | thứ 1                       |
| 2008-09   | Styrian League (cấp độ 4)   | thứ 13                      |
| 2009-10   | MNZ Celje (cấp độ 5)        | thứ 1                       |
| 2010-11   | MNZ Celje (cấp độ 5)        | thứ 7                       |
| 2011-14   | Không tham gia giải đấu nào | Không tham gia giải đấu nào |
| 2014-15   | MNZ Celje (cấp độ 4)        | thứ 1                       |
| 2015-16   | 3. SNL - Bắc                | thứ 1                       |
| 2016-17   | 2. SNL                      | thứ 4                       |
| 2017-18   | 2. SNL                      | thứ 12                      |
| 2018-19   | 2. SNL                      | thứ 14                      |

1. ↑  Hợp nhất với NK Krško trước mùa giải; thi đấu với tên gọi Krško Posavje.
2. ↑  Declined promotion.